# Chrissy Houlahan
Chrissy Houlahan est une femme politique américaine. Membre du Parti démocrate, elle est élue de Pennsylvanie à la Chambre des représentants des États-Unis depuis 2019.